# Coy (Alabama)
Coy ist ein gemeindefreies Gebiet im Wilcox County im Bundesstaat Alabama in den Vereinigten Staaten.

## Geographie
Coy befindet sich im Südwesten Alabamas im Süden der Vereinigten Staaten. Das Gebiet liegt etwa 3,5 km südlich des 502 km langen Alabama River, der im südlichen Verlauf in den Mobile River übergeht und schließlich in den Mobile Bay und Golf von Mexiko mündet.
Nahegelegene Orte sind unter anderem Yellow Bluff (8 km nördlich), Lower Peach Tree (10 km südwestlich), Hybart (10 km südöstlich) und Vredenburgh (14 km südöstlich).
15 Kilometer nordöstlich befindet sich der Camden Municipal Airport, 35 Kilometer südwestlich der Grove Hill Municipal Airport.

## Geschichte
1832 wurde die Dry Fork Plantation errichtet, die heute eine von vielen historischen Plantagen in diesem Gebiet ist. 1891 wurde das Postamt eröffnet.